# 분산 줄이기

의 분산을 임의로 생성된 포인트 내에서 단위는 사각형으로 감소할 수 있는 계층 프로세스이다.

수학에서, 특히 몬테 카를로 방법에서 분산 줄이기 방법은 랜덤 변수에 대한 추정치의 정밀도를 높이려는 과정이다. 시뮬레이션의 결과로써 얻어지는 모든 랜덤 변수들은 분산을 가지고, 때문에 시뮬레이션의 정밀도를 떨어뜨린다. 따라서 적은 시뮬레이션으로 높은 정밀도를 얻기 위해서 분산 줄이기 방법이 사용된다.
자주 사용되는 방법으로는: common random numbers, antithetic variates, control variates, importance sampling, stratified sampling 등이 있다. 

## Common Random Number(CRN)
CRN 기법은 시스템의 두 방식을 비교하는 작업에서 자주 사용된다. 각 시스템이 작동할 때에 랜덤성을 가진다면, 그 둘이 사용하는 pseudo-randomness를 같게 하는 것이다.